# Hindsekindsätten
Hindsekindsätten var en medeltida svensk lågfrälsesläkt från godset Hindsekind i Värnamotrakten i Småland. Ätten antas på grund av likheter i namnskick och vapenbild ha gemensam härstamning med den Uppländska Ekaätten från godset  Eka i Lillkyrka socken nära Enköping.
Som släktens stamfar räknas Östboprosten Atte, kyrkoherde i Hånger och senare kyrkoherde i Värnamo.